# Euphorbia knuthii
Euphorbia knuthii es una especie fanerógama perteneciente a la familia de las euforbiáceas. Es endémica de Sudáfrica.

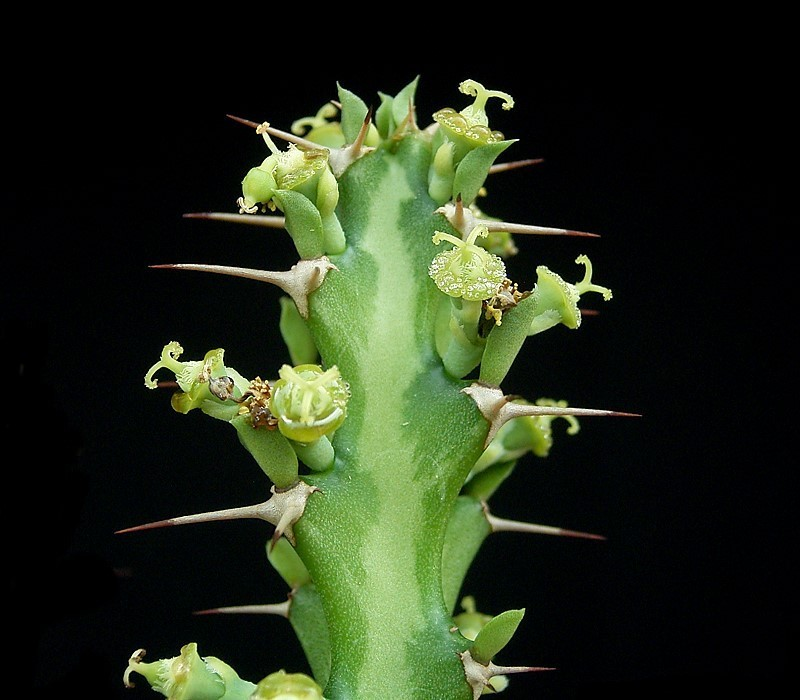
Detalle de la planta

## Descripción
Es una planta suculenta muy enana, sin hojas, con espinas, con un tamaño de 7,5-15 cm de altura, partiendo de un tubérculo, con un cuello corto o alargado, produce muchas ramas a nivel del suelo.

## Ecología
Se encuentra en zonas bajas, zonas de césped negro, también en estrecha colaboración con especies de igual tamaño de la Stultitia paradoxa, más abundantes en zonas al sur de Maputo con Acacia xanthophloea, Adenium obesum, Orbea paradoxa, etc ..
Es una especie muy cercana a  Euphorbia evansii, Euphorbia griseola, Euphorbia jubata, Euphorbia richardsiae, etc; y poca afinidad con Euphorbia vandermerwei.

## Taxonomía
Euphorbia knuthii fue descrita por Ferdinand Albin Pax y publicado en Botanische Jahrbücher für Systematik, Pflanzengeschichte und Pflanzengeographie 34: 83. 1904.
Etimología
Euphorbia: nombre genérico que deriva del médico griego del rey Juba II de Mauritania (52 a 50 a. C. - 23), Euphorbus, en su honor – o en alusión a su gran vientre –  ya que usaba médicamente Euphorbia resinifera. En 1753 Carlos Linneo asignó el nombre a todo el género.
knuthii: epíteto otorgado en honor del botánico alemán Paul Erich Otto Wilhelm Knuth (1854-1900).
Variedades
- Euphorbia knuthii ssp. johnsonii (N.E.Br.) L.C.Leach 1973
- Euphorbia knuthii ssp. knuthii

Sinonimia
- Euphorbia johnsonii N.E.Br. in D.Oliver & auct. suc. (eds.) (1911).[5][6]